# Constantin de Barbanson
Constantin de Barbanson (à l'état civil: Théodoric Paunet), né en 1582 à Barbançon (Belgique) et mort le 26 novembre 1631 à Bonn (Allemagne), est un frère mineur capucin qui fut théoricien spirituel.
À la suite de Benoît de Canfield, il s'est consacré à la direction spirituelle et à la rédaction de manuels mystiques. Son enseignement est marqué par la théologie négative.

## Biographie

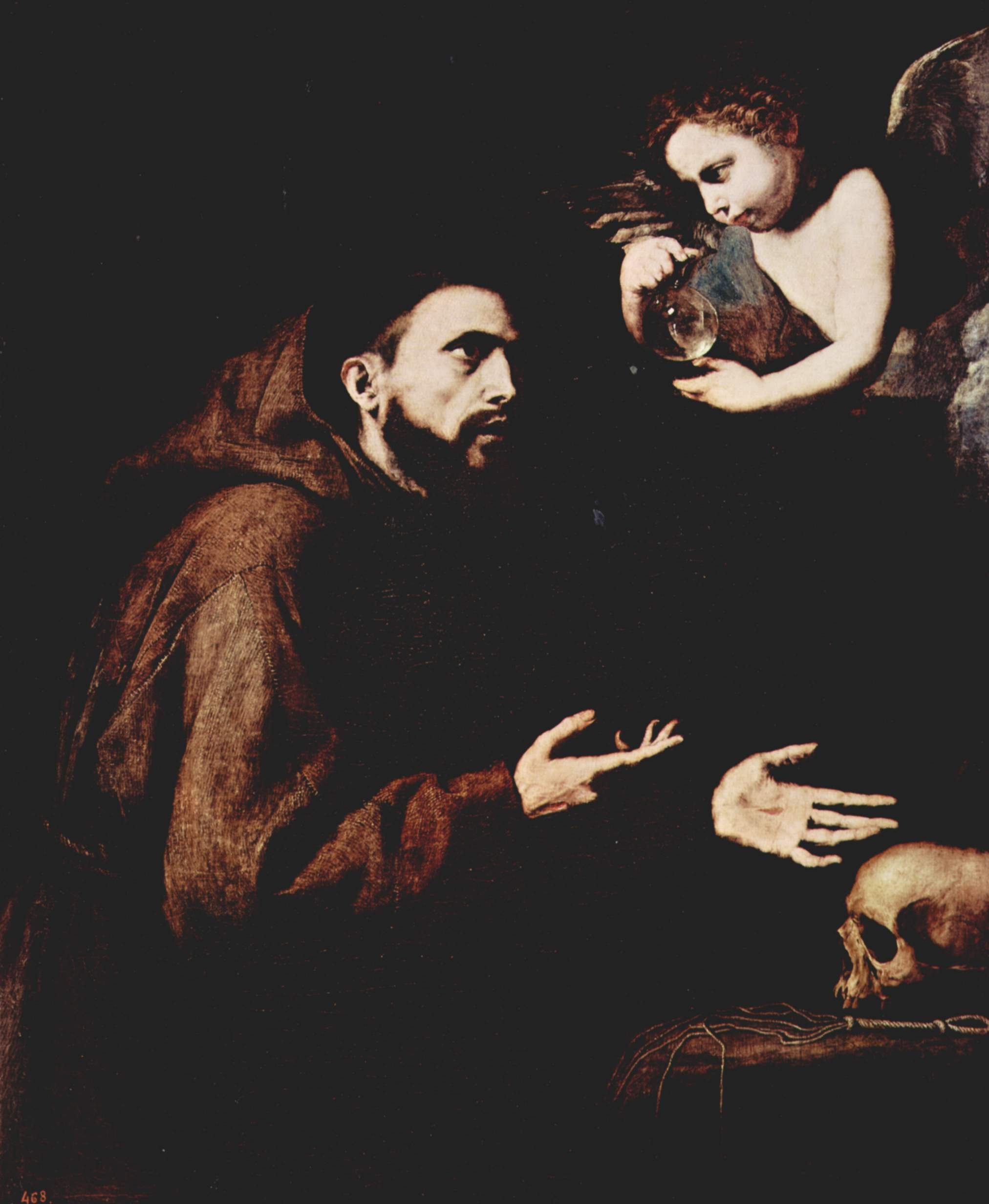
Saint François d'Assise et la fascination mystique (par Ribera)

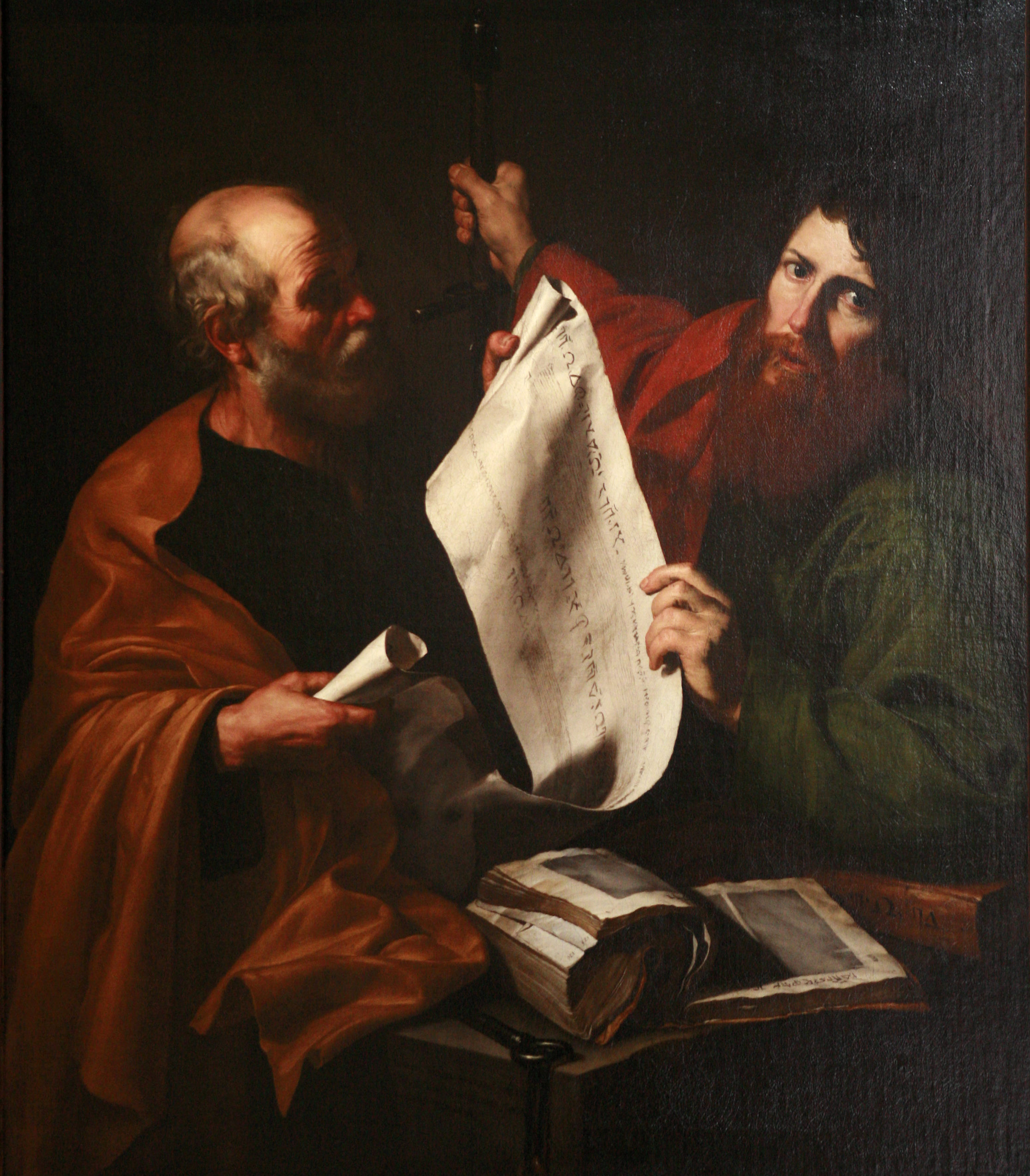
Controverses spirituelles à l'âge baroque (par Ribera)

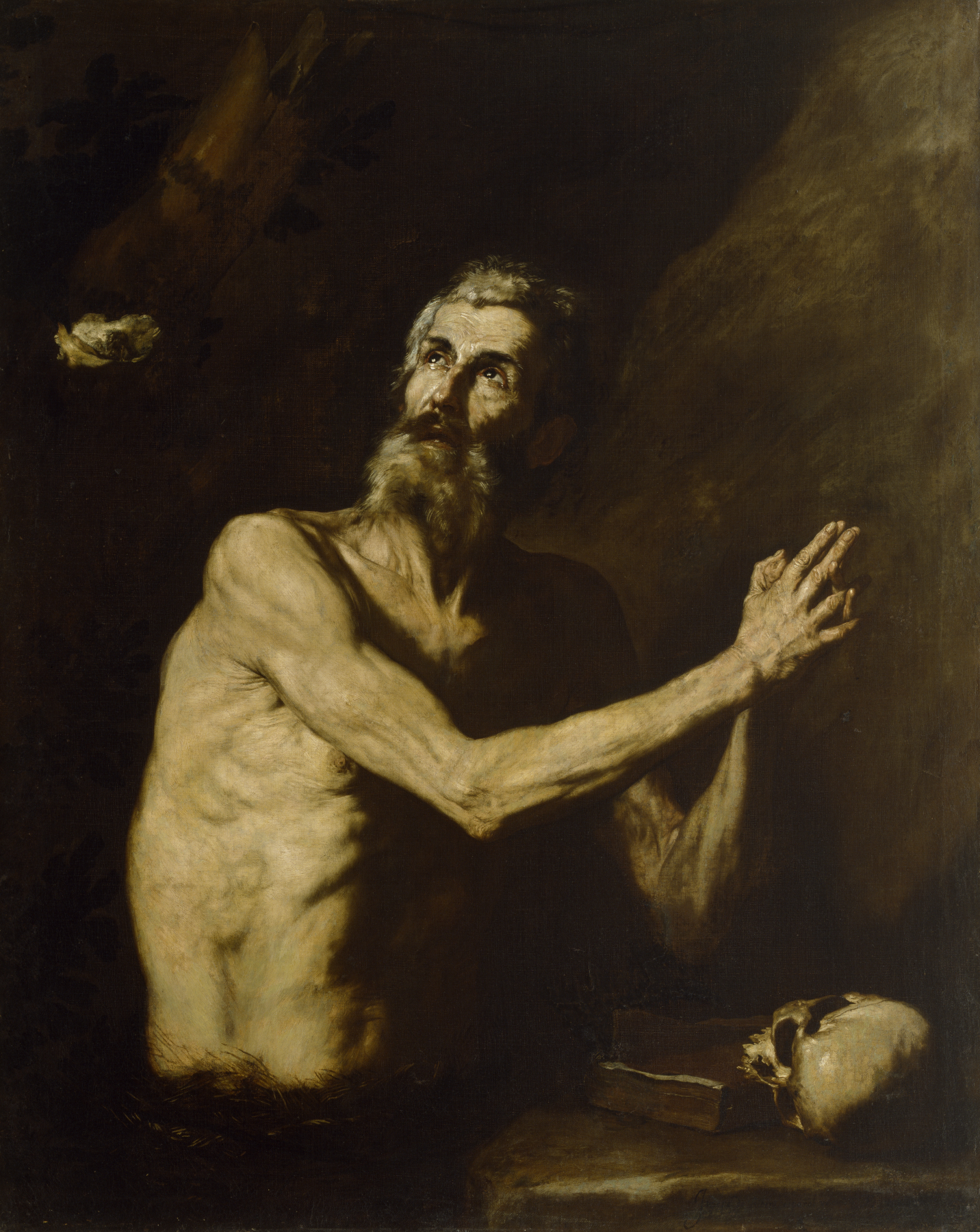
Théocentrisme et détachement progressif (par Ribera)

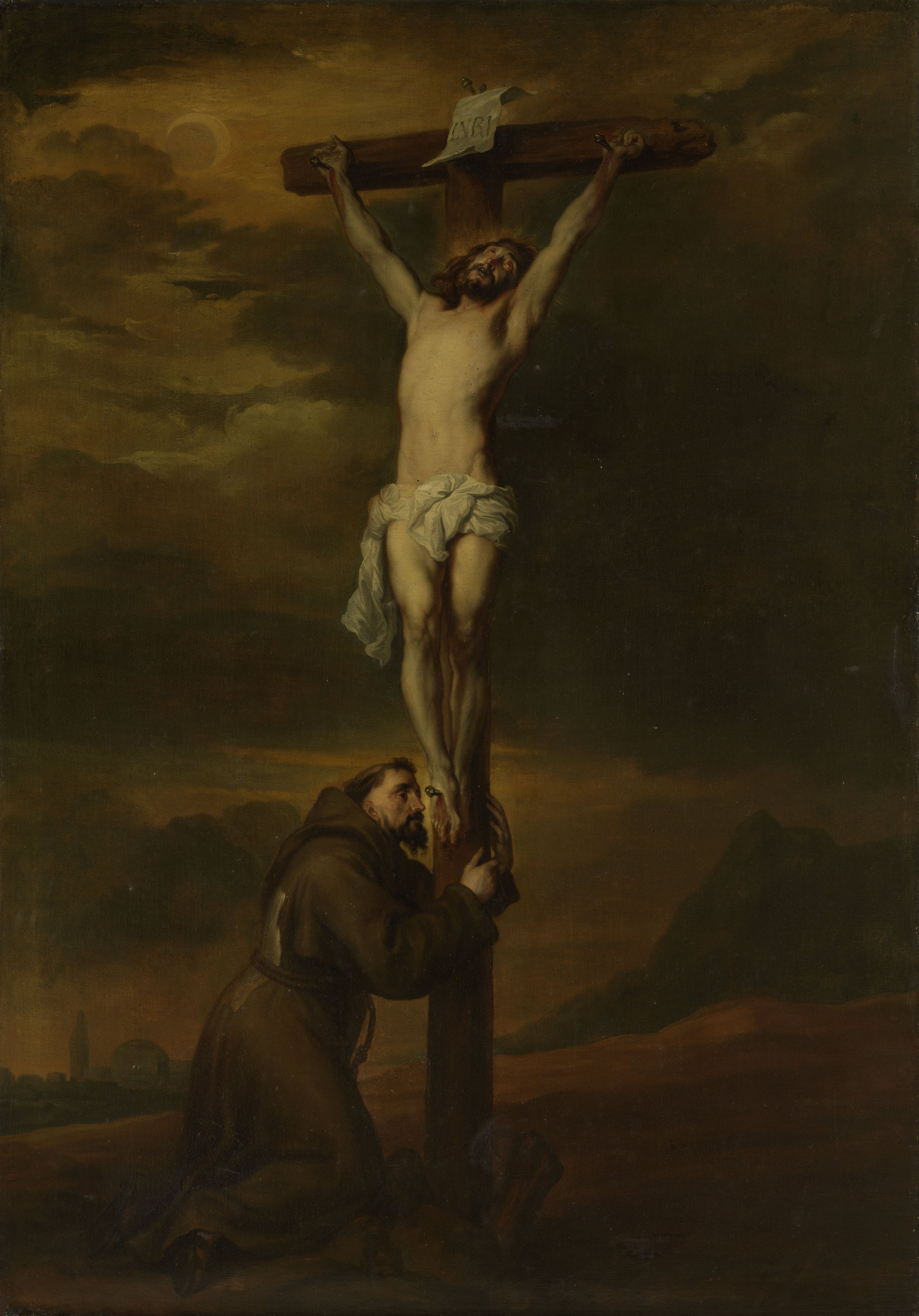
Une mystique de l'anéantissement (par Van Dyck)

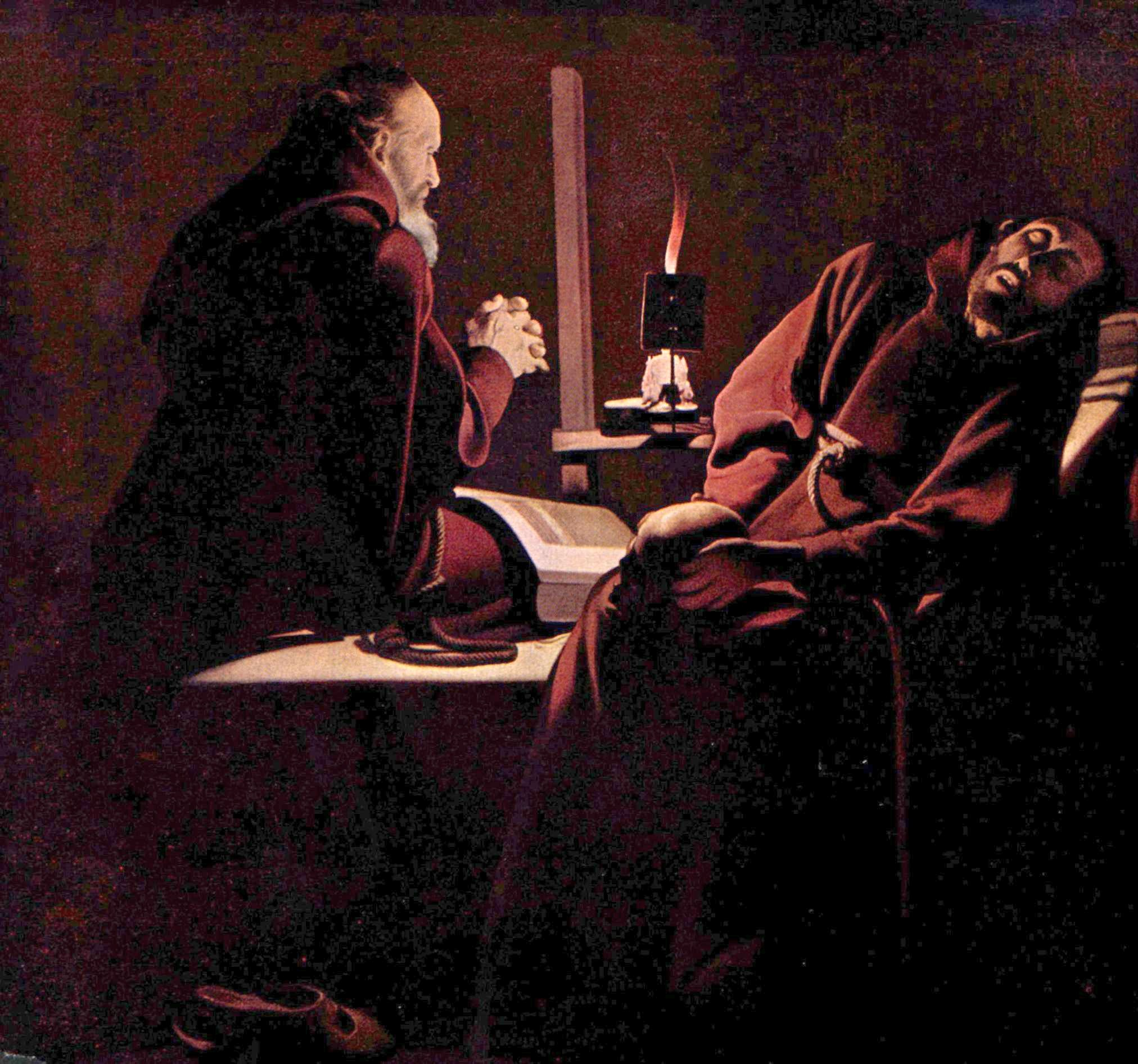
Apophatisme et franciscanisme (par Georges de La Tour)

### Les années de formation
Théodoric Paunet est né à Barbançon, dans le Hainaut belge, en 1582. Il a reçu le nom de son père, lequel était receveur des douanes. Sa mère s'appelait Jeanne François. À la mort de son mari, assassiné par des huguenots, elle élève seule ses trois enfants, dont l'un deviendra évêque de Saint-Omer. Quant à Théodoric, il entre en 1601 au noviciat des capucins de Bruxelles, où il reçoit le nom de Constantin (suivi, selon la coutume franciscaine, de son lieu de naissance). Le maître des novices est Jean de Landen, disciple de Bellintani de Salo, mystique fameux des débuts de la réforme capucine. Une dizaine d'années durant, Constantin poursuit ses études ecclésiastiques, sous la direction spirituelle du Fr. Francis Nugent.

### L'attrait mystique
Installés à partir de 1585 par Alexandre Farnèse dans les Pays-Bas espagnols, en vue d'introduire les réformes tridentines  dans ces régions et d'y rétablir le catholicisme, les capucins y sont en pleine expansion. Non seulement les vocations affluent, mais depuis 1593, un mouvement mystique envahit les couvents, au point que les autorités de l'Ordre se sont vues obligées de prendre des mesures drastiques pour contrôler celui-ci. 
L'origine de ce mysticisme reste difficile à expliquer: activité du capucin italien Félix de Lapedona ou circulation de la Règle de Perfection de Canfield ? En tout cas, des cahiers manuscrits se propagent, qui s'inspirent de cette dernière. C'est pourquoi dès 1595, le chapitre provincial de Lille interdit tout propos excessif sur l'union mystique, puis les frères Francis Nugent et Hippolyte de Bergame sont convoqués à Rome, enfin le ministre général, Jérôme de Sorbo interdira, sous peine d'excommunication, de lire et même de détenir des ouvrages d'Harphius, Jean Tauler ou Jan van Ruusbroec. Ce qui n'empêchera pas Constantin de s'inspirer de certains de ces maîtres de la mystique rhénane... Il faut toutefois retenir qu'à partir de 1604, et durant une cinquantaine d'années, carmes et capucins vont s'affronter au sujet de la spiritualité, les premiers préconisant une mystique affective christocentrique, et cherchant à faire interdire la mystique abstraite des seconds.

### Les années d'apostolat
À partir de 1612, Constantin est envoyé en Rhénanie, où il est, suivant les besoins: prédicateur itinérant, maître des novices, gardien (c'est-à-dire: supérieur) des couvents de Paderborn, Munster, Cologne, Mayence et Bonn. Il doit également y superviser la fondation de monastères de religieuses capucines, après avoir eu sous les yeux l'exemple de son maître, Francis Nugent, qui avait été le conseiller des capucines et des bénédictines de Douai. C'est d'ailleurs probablement à la prière de l'abbesse de ces dernières, Florence de Werquignœul, que Constantin s'est mis à la rédaction de ses premières œuvres : un Traité de l'oraison en 1613, mais surtout Les Secrets sentiers de l'amour divin, livre édité à Cologne en 1623. Il venait de terminer le manuscrit d'un troisième ouvrage, Anatomie de l'âme (qui paraîtra en 1635), quand il succombe à une hémorragie cérébrale, au couvent de Bonn, le 26 novembre 1631.

## Spiritualité

### Mystique et théologie
Vu le climat de suspicion qui pèse, à l'époque, sur la mystique, Constantin rejette expressis verbis une série d'expressions qui tendent au quiétisme ou au panthéisme, en même temps qu'il place son enseignement dans le prolongement de la théologie scolastique. C'est ainsi qu'il reprend, comme Canfield, la thèse franciscaine classique du primat de la volonté sur la connaissance; mais là où le capucin anglais recherchait une expression synthétique de la spiritualité, le capucin belge entreprend une démarche plus analytique, non sans un certain baroquisme de style. Tous deux ont, par ailleurs, puisé aux mêmes sources : Bellintani, Harphius, Hugues de Balma et saint Bonaventure. Ils partageaient également l'idéal de rendre la contemplation accessible au plus grand nombre.

### Aux profondeurs de l'être
Pour Constantin, Dieu est toujours présent au sommet de l'esprit, et le bonheur pour l'homme consiste à reprendre conscience de cette présence cachée : retrouver les sentiers secrets qui mènent à l'amour divin, comme l'indique le titre de son ouvrage. Cet optimisme mystique se trouvait déjà chez Louis de Blois-Châtillon, un bénédictin belge du XVIe siècle. La source commune est ici encore Harphius, qui a diffusé les idées de Ruusbroec, parmi lesquelles l'introversion, ce retour au centre de l'être où le divin réside. L'enseignement de Constantin se présente donc comme une ascension spirituelle en trois étapes, vers le siège des décisions et des sentiments.

### Une ascension en trois étapes
L'ascension mystique exige des préliminaires : par la méditation sur la vie et la passion du Christ, on commence par amender son existence, et l'on apprend peu à peu, dans l'oraison mentale, à se passer de mots, au profit d'un cœur à cœur continuel. Ceci acquis, la première étape consiste à se dépouiller de tout discours et de toute image pour contempler la seule présence divine. Ce processus abstractif s'accomplit sans y penser ni mépriser le sensible, en toute quiétude et abandon de soi. Après l'étape de la contemplation, vient celle de l'élévation, qui exige une mort à soi-même et un dépouillement de toute chose. Un stade intermédiaire de déréliction intérieure précède alors l'ultime étape : l'union avec Dieu, à proprement parler incomparable car l'Agent divin opère à présent directement sur la volonté de l'âme (thème bonaventurien) et se communique à elle en pénétrant jusqu'à la moelle des os; d'où le titre Anatomie de l'âme.

### Un théocentrisme revendiqué
Transformation totale, la vie unitive est définie comme un mariage spirituel ou une déification, mais aussi comme « la réalisation expérimentale des promesses du baptême et de la grâce sanctifiante. » Cela signifie que, pour Constantin, tout chrétien est appelé à partager de manière intime l'amour de Dieu. Or, le capucin ne craint pas de proposer, à cet effet, une mystique de l'abstraction, adossée à une théologie négative, un théocentrisme foncier, hérité du Pseudo-Denys. Cette position prolonge, en quelque sorte, la mystique spéculative des dominicains rhénans du XIVe siècle, avec cette différence significative que ces derniers se basaient sur un primat de l'intellect, et non de la volonté. Il y a là, de la part de Constantin, une volonté de maintenir une tradition spirituelle « nordique », dans un contexte défavorable à celle-ci. Cette attitude contraste avec la position christocentrique de son contemporain, Pierre de Bérulle, lequel se montrait soucieux d'équilibrer tendance apophatique et tendance affective, dans le débat entre mystique du Nord et mystique du Sud qui affectait, à cette époque, l'école française de spiritualité.